# Nicolas Grimal
Nicolas Grimal (ur. 13 listopada 1948 w Libourne we Francji) – francuski egiptolog.
Od 1988 jest profesorem egiptologii na paryskiej Sorbonie.
W latach 1989–1990 pełnił funkcję dyrektora Francuskiego Instytutu Archeologii Wschodu w Kairze. 
Polskiemu czytelnikowi znany z publikacji Dzieje Starożytnego Egiptu Warszawa, PIW, 2004.